# Hanni Erxleben
Johanne Wilhelmine „Hanni“ Erxleben (* 22. Juni 1903 in Bremen; † 2001 in Bielefeld) war eine deutsche Biochemikerin. Sie war an der Forschung zu Pflanzenhormonen durch Fritz Kögl beteiligt und in einen Forschungsskandal verwickelt.

## Leben
Erxleben war die Tochter eines Musikers und besuchte das Gymnasium an der Kleinen Helle (heute Standort des Alten Gymnasiums) in Bremen und anschließend das Oberlyzeum von A. Kipfenberg, um Lehrerin zu werden. Ab 1924 war sie Lehrerin. 1926 begann sie in Göttingen Chemie zu studieren. Zeitweise studierte sie auch an der TU München. 1930 wurde sie bei Fritz Kögl in Göttingen promoviert mit einer Dissertation über Inhaltsstoffe von Pilzen. Danach folgte sie Kögl nach Utrecht und war dort Assistentin und ab 1936 Oberassistentin (nachdem Arie Jan Haagen-Smit in die USA gegangen war). 1938 wurde sie niederländische Staatsbürgerin und 1939 Privatdozentin. Während der deutschen Besatzung sympathisierte sie mit dieser und der nationalsozialistischen Bewegung in den Niederlanden (im Gegensatz zu ihrem Lehrer Kögl, der den Widerstand unterstützte und deshalb nach dem Krieg seine Karriere in Utrecht fortsetzen konnte) und ging als sich die drohende Niederlage abzeichnete im September 1944 zurück nach Deutschland. Zunächst war sie in Ostdeutschland, gelangte aber 1946 nach Bremen. Bis 1952 war sie Lehrerin am Gymnasium an der Kleinen Helle. Kögl bot ihr 1952 erneut eine Assistentenstelle in Utrecht an, sie ging aber als Rektorin an das Bavink-Gymnasium in Bielefeld (heute Gymnasium am Waldhof). 1962 wurde sie Oberschulrätin in Münster. 1966 ging sie in den Ruhestand und lebte in Bielefeld.
1975 war sie in Bielefeld eine der Gründer des Bund für Tier- und Naturschutz.

## Biochemische Arbeiten und Fälschungsvorwürfe
In Utrecht isolierte Kögl in seinem Labor unter Beteiligung seiner Assistentin Erxleben aus menschlichem Urin einen Stoff, den sie Auxin nannten und für ein lang gesuchtes pflanzliches Wachstumshormon hielten (Veröffentlichungen ab 1931, noch ohne Erxleben). 1934 veröffentlichte die Gruppe (Kögl, Haagen-Smit, Erxleben) auch einen Fund in pflanzlichem Material, nun aber mit einer weiteren Form (Auxin-B, das Auxin aus dem menschlichen Urin wurde in Auxin-A umbenannt). Die weitere Interpretation der Ereignisse ist umstritten. Nach einer zum Beispiel in dem Buch von Zankl wiedergegebenen Darstellung fälschte Erxleben in der Folge die Laborergebnisse und behauptete, eine Strukturformel für Auxin A und B gefunden zu haben. Sie handelte aus Angst vor Kögl, da sie dessen schon publizierte Ergebnisse nicht reproduzieren konnte (nach anderer Version verehrte sie ihn und wollte ihn nicht enttäuschen; beide Thesen scheinen von der Annahme auszugehen, dass Frauen nicht selbstbestimmt handeln können und daher für einen Betrug nicht selbst verantwortlich sein können). Andere Gruppen wie die von Thimann konnten die Funde aber nicht reproduzieren und schließlich musste auch Kögl zugeben, dass die Ergebnisse fehlerhaft sein könnten, und 1953 wurde schließlich durch Papierchromatographie endgültig geklärt, dass die Funde von Auxin keine Grundlage hatten und der eigentliche Wachstumsfaktor das ebenfalls von der Gruppe von Kögl gefundene Heteroauxin war.
Neben Auxin entdeckten sie nämlich damals auch einen Stoff, den sie Heteroauxin (chemisch anders aufgebaut als ihr zuvor gefundenes Auxin, da es auch Stickstoff enthielt) nannten. Er wurde später als Indol-3-essigsäure identifiziert, so dass sie unabhängig von Kenneth V. Thimann diesen Stoff aus der Gruppe der Auxine fanden.
Die Forschungen zu Auxinen waren damals aufsehenerregend und beförderten die Karriere und das Ansehen sowohl von Kögl als auch von seinem Assistenten Arie Jan Haagen-Smit, der aufgrund der Ergebnisse Karriere in den USA machte und Professor am Caltech wurde.
Die Fälschungen wiederholten sich bei einem damals ebenfalls aufsehenerregenden Ergebnis in Kögls Labor, die vermutlich ebenfalls auf Manipulationen von Erxleben (Zankl) zurückgingen. Sie fanden die D-Form von Aminosäuren (speziell Glutaminsäure) in Tumorgewebe, statt der bei Lebewesen ausschließlich vorkommenden L-Form, und sahen das als  wichtigen Hinweis auf die Ursache der Krebsentstehung. Hans Fischer konnte die Ergebnisse in seinem Labor ebenfalls nicht reproduzieren, nach einem Besuch von Erxleben 1944 gelang dies aber, was Fischer später auf eine Täuschung durch Kögls Assistentin zurückführte.
Während Vorwürfe von Fälschungen gegenüber Erxleben schon früh erhoben wurden (so von Feodor Lynen im Nachruf auf Kögl 1959), fanden andere Autoren die Schuldzuschreibungen nicht so eindeutig und lasteten Kögl eine erhebliche Mitschuld an. Dieser pflegte sein Labor autoritär zu führen, war an der eigentlichen Laborarbeit in Utrecht nicht beteiligt, war aber andererseits sehr daran interessiert möglichst viele Ergebnisse unter seinem Namen zu publizieren. In seinem Labor kam es auch noch mindestens neunmal zur Veröffentlichung teilweise grob falscher Resultate, wobei Erxleben nur an zwei in wesentlicher Weise beteiligt war (und marginal an zwei anderen). In keinem Fall wurde dabei der Vorwurf der Fälschung erhoben. Während Kögl zu Lebzeiten nach außen hohes Ansehen genoss, war Erxleben bei ihren niederländischen Kollegen wegen ihrer Sympathien für den Nationalsozialismus und ihr autoritäres Auftreten gegenüber Untergebenen unbeliebt. Auch Samuel G. Wildman (1912–2004, Professor an der UCLA und selbst aktiv in der Auxin-Forschung in den 1940er Jahren) fand es schwer zu verstehen, wie nur eine einzige Mitarbeiterin schuldig sein sollte an einer Forschung über Auxine, die sich in 14 Veröffentlichungen der Kögl Gruppe zwischen 1933 und 1944 in der Zeitschrift für Physiologische Chemie von Hoppe-Seyler niederschlug (in der Kögl Mitherausgeber war).

## Schriften (Auswahl)
- mit Hildegard Wolf: Plädoyer für den Igel, Bielefeld 1981
- mit Kögl, Haagen-Smit: Über ein neues Auxin ("Hetero-Auxin") aus Harn, Zeitschrift für Physiologische Chemie, Band 228, 1934, S. 90–103